# Hinata Kumagai
Hinata Kumagai (16 aprile 2001) è una nuotatrice artistica giapponese.

## Palmarès

### Coppa del Mondo
- 4 podi:
  - 2 secondi posti (2 nella gara a squadre)
  - 2 terzi posti (2 nella gara a squadre)